# Тодор Томов
Тодор Попов Томов е български революционер, деец на Вътрешната македоно-одринска революционна организация.

## Биография
Тодор Томов е роден през 1877 година в Малко Търново, тогава в Османската империя, днес в България. Разработва своя собствена работилница в родния си град. Присъединява се към ВМОРО през 1898 – 1899 година и действа като агитатор и куриер. При аферата с Димитър Дяков бяга в България, като по-късно се завръща в родния си град. След конгреса на Петрова нива от 1903 година е определен за четник и секретар в четата на Петър Ангелов, с която участва в Илинденско-Преображенското въстание. Участва в сраженията при Мажура, Инеада и други. В края на въстанието бяга в България и се установява със семейството си във Варна. Участва във войните за национално обединение 1912 – 1918 година, след което членува в Дружеството на запасните офицери и Тракийската организация.
На 16 февруари 1943 година, като жител на Варна, подава молба за народна пенсия, която е одобрена и отпусната от Министерския съвет на Царство България.